# Equant

Elements bàsics del sistema planetari de Claudi Ptolemeu. El planeta es mou sobre l'epicicle (línia de punts petita), que al seu torn es mou sobre el deferent (línia de punts gran). El centre del deferent és X, però el moviment angular de l'epicicle és uniforme només respecte al punt · que és l'equant.

L'equant és un punt geomètric important dins el model planetari de Claudi Ptolemeu. És el punt respecte al qual un cos celeste tindria un moviment angular uniforme segons aquest sistema cosmològic. Per això s'anomenà en llatí punctum aequans.
Fou introduït per Claudi Ptolemeu, juntament amb altres artificis geomètrics (com els epicicles), per poder adaptar dins el seu model el moviment no uniforme dels planetes quan s'observen des de la Terra, concretament l'equant permet representar el moviment anomalístic dels planetes. Nogensmenys, alguns comentaristes de Ptolemeu consideraven que aquest concepte trencava la idea bàsica del sistema de moviment circular uniforme. L'astrònom persa Nassir-ad-Din at-Tussí (1201–1274) desenvolupà un concepte diferent, anomenat actualment parell de Tusi, per solucionar el problema.